# Colección Folch de Minerales

## Introducción

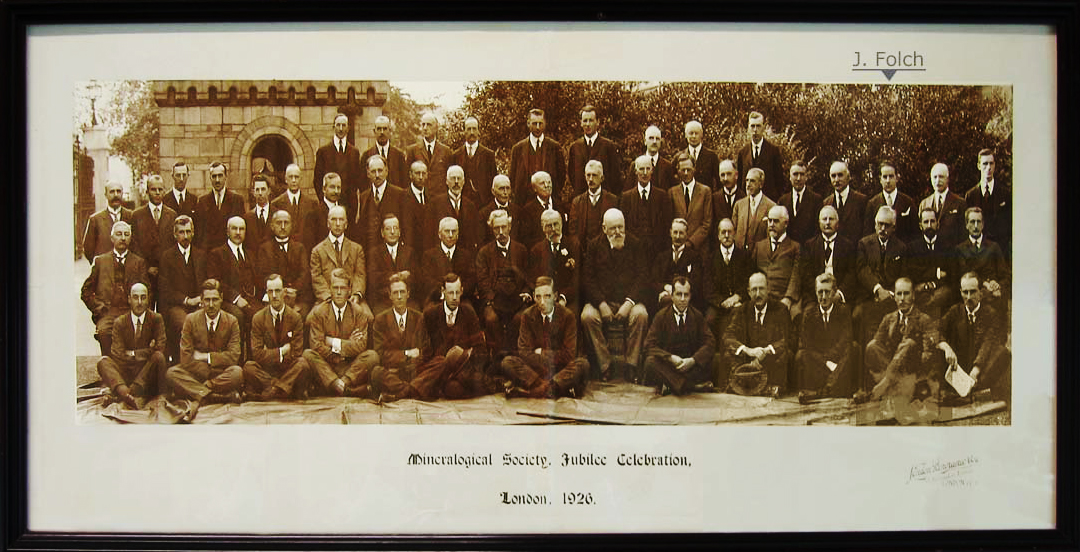
El Sr Joaquín Folch con los miembros de la Mineralogical Russell Society

La colección Folch fue reconocida entre los años 1960-1980 (Burchard, 1980), como una de las mejores colecciones de minerales privadas del mundo. Su tamaño (más de 15.000 ejemplares), la calidad de las piezas, el gran número de ejemplares clásicos, ya imposibles de conseguir hoy en día, así como el estilo de la colección, que sorprendentemente es muy "moderno", la han hecho mundialmente famosa.
Joaquín Folch i Girona (1892-1984), reconocido industrial catalán fundador de Industrias Titán, célebre mineralogista e ingeniero impulsor de la empresa minera “Minas del Priorato” (Bellmunt del Priorato, Tarragona), formó la colección mineralógica durante más de 80 años, en una época en la que el estilo de las colecciones de minerales europeas consistía en reunir ejemplares grandes, preferentemente raros y en los que la estética y la perfección de los ejemplares no eran conceptos muy valorados. 
Joaquín Folch dio prioridad a coleccionar ejemplares no excesivamente grandes, estéticos y, dentro de lo posible, sin imperfecciones. A la muerte del Joaquín Folch, en 1984, la colección pasó a su hijo Albert Folch-Rusiñol (1922-1988), y cuando éste falleció, ésta pasó a su nieto, Joaquín Folch, quien decidió mantener la colección tal y como la tenía su abuelo (incluso las vitrinas). Así la colección se mantiene unida y no se ha perdido el valor histórico de conjunto.

## Importancia científica

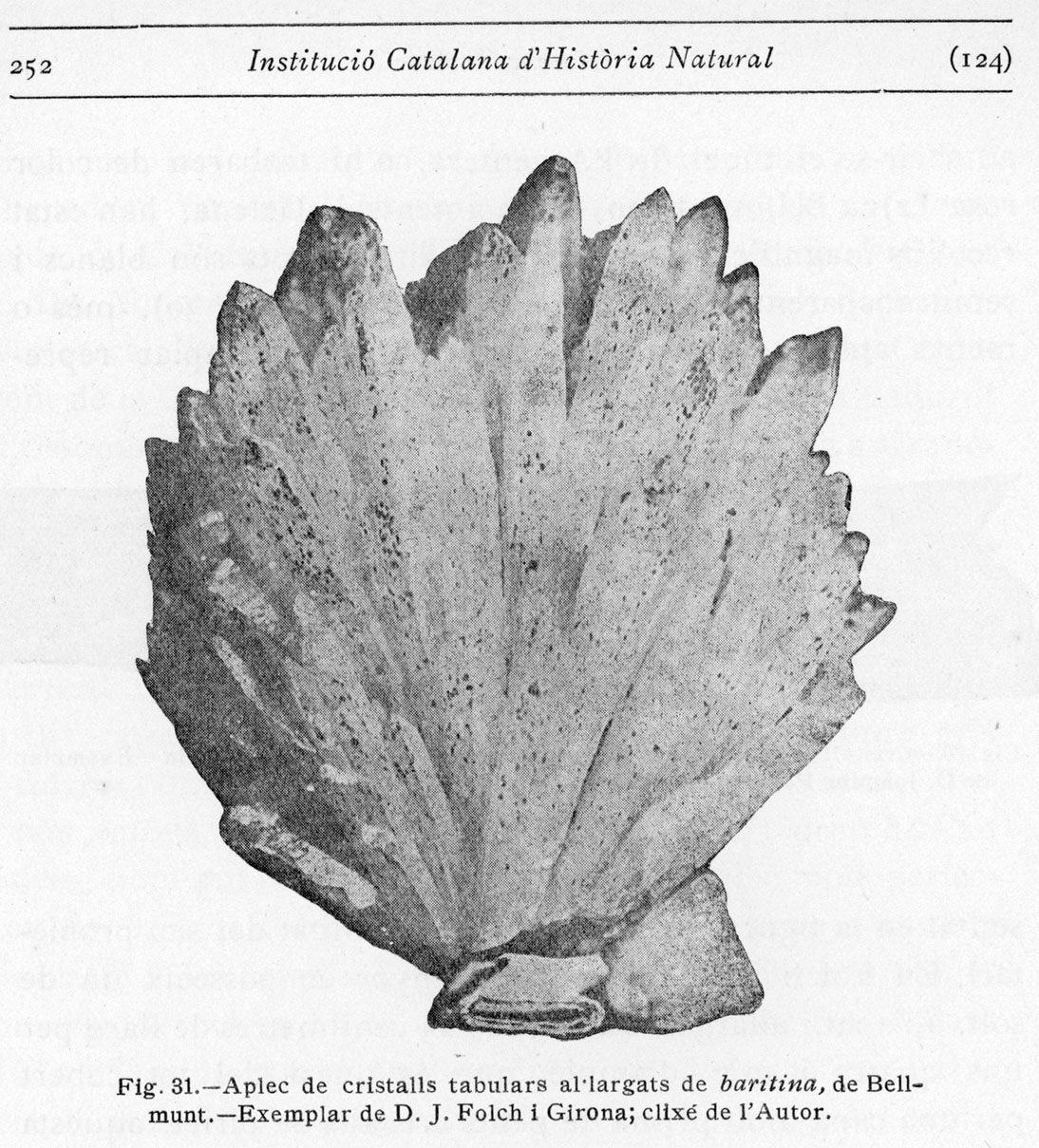
Fotografía de un ejemplar de baritina de la colección Folch, publicada en Els Minerals de Catalunya en 1920

La colección Folch de minerales es importante, además de por los ejemplares de gran calidad procedentes de yacimientos de todo el mundo, por la importante serie de ejemplares españoles, que conserva, en muchos casos de yacimientos actualmente extintos. Dada su vinculación con las minas de Bellmunt del Priorat, en Tarragona, Joaquín Folch tuvo ocasión de salvar de las machacadoras cuantos ejemplares le parecieron notables. Por ello, su colección conserva espectaculares ejemplares de galena, baritina, dolomita, calcita y marcasita de estas minas. También recogió y conservó muestras de una "pirita fibrosa", que analizada posteriormente resultó ser millerita, un raro mineral de níquel. Es notable la colección de sulfosales de plata procedentes de las Minas de Hiendelaencina, con ejemplares comparables a los de los museos públicos más importantes. También son notables los minerales de uranio de Sierra Albarrana, especialmente un gran cristal de brannerita,  la colección de fosfatos de uranio de diversas minas, así como los ejemplares de casiterita o scheelita 
Aunque se trata de una colección particular, no abierta al público, tanto Joaquím Folch como sus herederos han permitido el acceso de investigadores. Consecuentemente, los

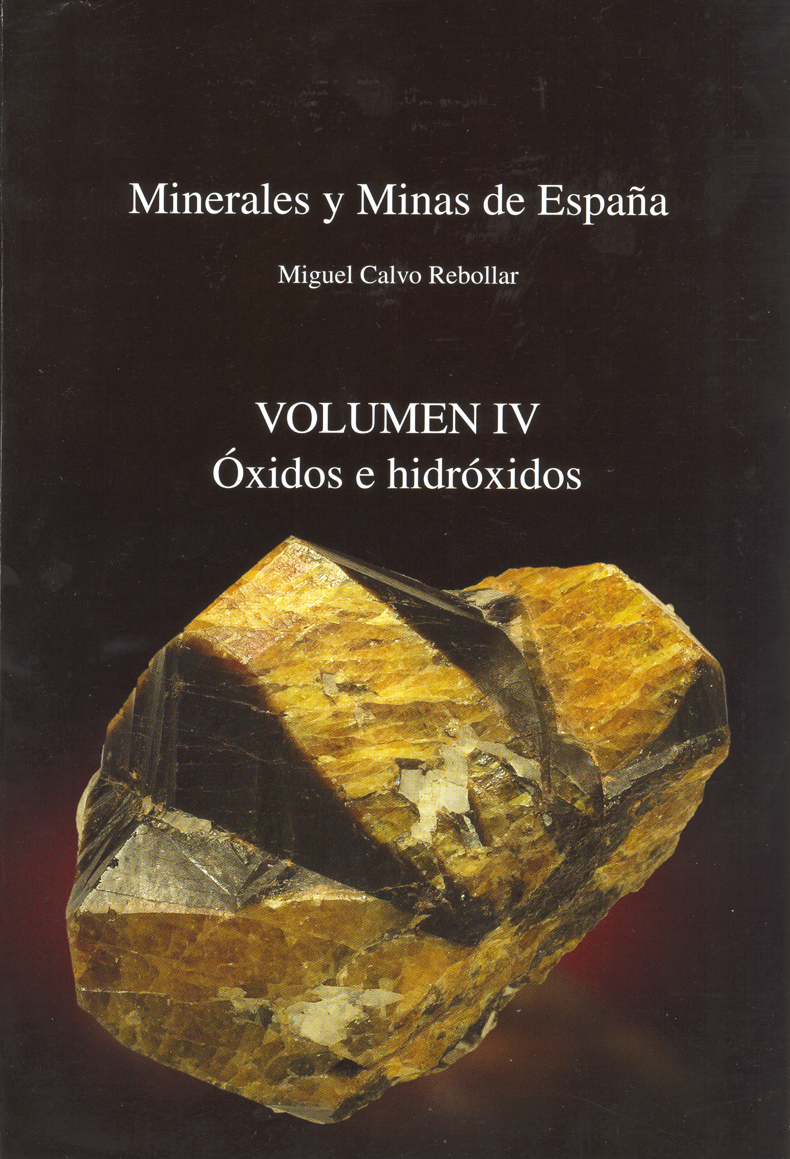
Sobrecubierta del vol. 4 de Minerales y Minas de España, en la que aparece una notable casiterita bicolor de Lumbrales (Salamanca) perteneciente a la Colección Folch

ejemplares de la Colección Folch aparecen citados como referencia, y en algunos casos fotografiados, en diversas publicaciones. La más temprana es la de Llorenç Tomás, Els Minerals de Catalunya. Posteriormente los ejemplares de la Colección Folch han servido también de referencia en otros libros, como en Minerales y Minas de España, de Miguel Calvo.

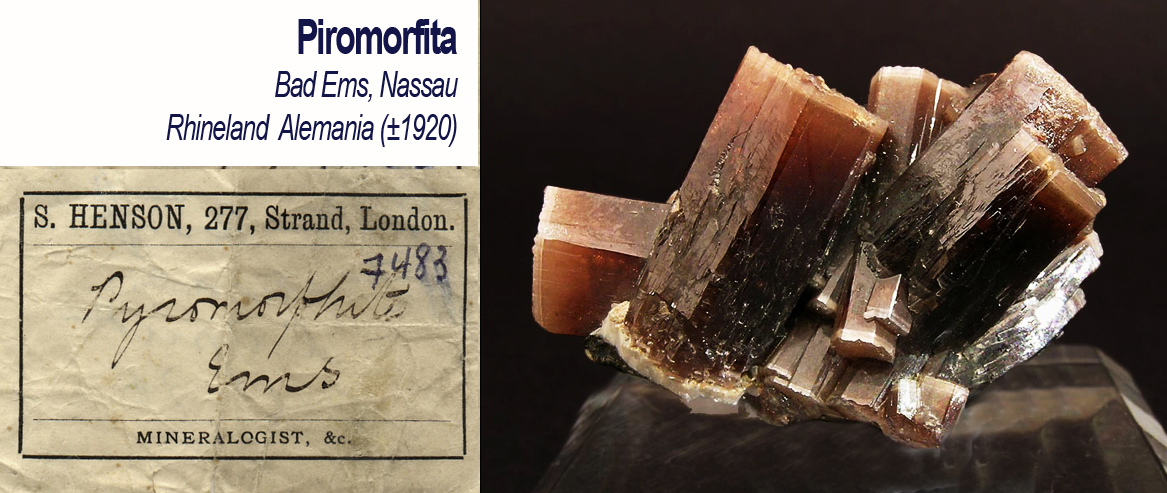
Grupo de cristales prismáticos con el color típico de la localidad, excelente brillo, extraordinaria definición de las formas cristalinas y buen tamaño de cristal. Con una venerable etiqueta adjunta de S. Henson (Londres). Bad Ems, Nassau, Rhineland, Alemania (±1920). Tamaño de la pieza: 3.3×2.2×2.1cm

## Situación actual

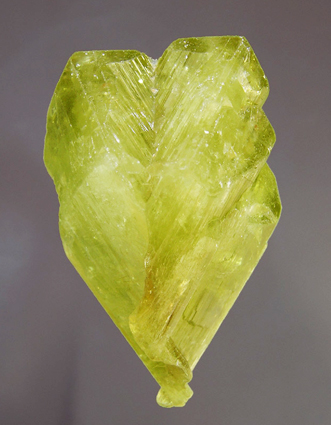
Crisoberilo. Macla bigeminada (de dos cristales) completa, de color amarillo intenso, excelente brillo y transparencia considerable. Tancredo, Santa Teresa, Espirito Santo, Brasil (1964). Tamaño de la pieza: 3.2×2×1.8.cm.

La familia Folch se planteó en el año 2005 el reto de la posible actualización y puesta al día de la colección, ya que desde 1984 nada nuevo se había adquirido, por lo que había un hueco importante en todo lo que se refiere a los minerales que aparecieron a partir de esa fecha. Para ello se decidió dar salida a la colección de ejemplares duplicados y adquirir nuevos minerales. Estos duplicados no aportaban mucho a la colección Folch ya que la misma colección posee ejemplares de todos ellos, pero en cambio, y debido a lo inusual de las localidades o simplemente debido a su alta calidad, son muy interesantes para los coleccionistas de todo el mundo. De esta manera una cantidad importante de duplicados muy atractivos de la colección Folch han podido ir a múltiples colecciones particulares.
La voluntad de la familia Folch de mejorar y ampliar la colección, con el apoyo de Francisco Riquelme, su actual conservador, ha permitido mantenerla viva, y en contrapartida, ha dado muchas alegrías a coleccionistas de todo el mundo, al mismo tiempo que ha aumentado en España y en el resto del mundo el reconocimiento por esta colección de primer orden.